# Kanton Attigny
Attigny is een kanton van het Franse departement Ardennes. Het kanton maakt deel uit van het arrondissement Vouziers.

## Geschiedenis
Tot 22 maart 2015 omvatte het kanton 13 gemeenten. Op die dag werden de kantons Grandpré, Machault, Monthois en Tourteron opgeheven en de gemeenten werden samen met Bourcq, Contreuve, Falaise, Grivy-Loisy, Longwé, Mars-sous-Bourcq, Sainte-Marie en Vrizy van het kanton Vouziers opgenomen in het kanton Attigny.
Termes is op 1 januari 2016 opgenomen in de gemeente Grandpré. Op 1 juni 2016 werd Vrizy opgenomen in de gemeente Vouziers en op 5 maart 2020 werd Vrizy ook weer overgeheveld naar het kanton Vouziers, waarmee het kanton Attigny sindsdien 79 gemeenten omvat.

## Gemeenten
Het kanton Attigny omvat de volgende gemeenten:
- Alland'Huy-et-Sausseuil
- Apremont
- Ardeuil-et-Montfauxelles
- Attigny (hoofdplaats)
- Aure
- Autry
- Beffu-et-le-Morthomme
- Bouconville
- Bourcq
- Brécy-Brières
- Challerange
- Champigneulle
- Charbogne
- Chardeny
- Chatel-Chéhéry
- Cauroy
- Chevières
- Chuffilly-Roche
- Condé-lès-Autry
- Contreuve
- Cornay
- Coulommes-et-Marqueny
- Dricourt
- Écordal
- Exermont
- Falaise
- Fléville
- Givry
- Grandham
- Grandpré
- Grivy-Loisy
- Guincourt
- Hauviné
- Jonval
- Lametz
- Lançon
- Leffincourt
- Liry
- Longwé
- Machault
- Manre
- Marcq
- Marquigny
- Mars-sous-Bourcq
- Marvaux-Vieux
- Montcheutin
- Monthois
- Mont-Saint-Martin
- Mont-Saint-Remy
- Mouron
- Neuville-Day
- Olizy-Primat
- Pauvres
- Quilly
- Rilly-sur-Aisne
- La Sabotterie
- Saint-Clément-à-Arnes
- Saint-Étienne-à-Arnes
- Saint-Juvin
- Saint-Lambert-et-Mont-de-Jeux
- Saint-Loup-Terrier
- Sainte-Marie
- Saint-Morel
- Saint-Pierre-à-Arnes
- Sainte-Vaubourg
- Saulces-Champenoises
- Savigny-sur-Aisne
- Séchault
- Semide
- Semuy
- Senuc
- Sommerance
- Sugny
- Suzanne
- Tourcelles-Chaumont
- Tourteron
- Vaux-Champagne
- Vaux-lès-Mouron
- Voncq